# Institut für Kosmosforschung
Institut für Kosmosforschung (dosł. Instytut Badań Kosmosu, IKF) – instytut badawczy Niemieckiej Republiki Demokratycznej (NRD). Jego głównym zadaniem było zabezpieczenie i rozszerzenie obecności NRD w przestrzeni kosmicznej.

## Historia

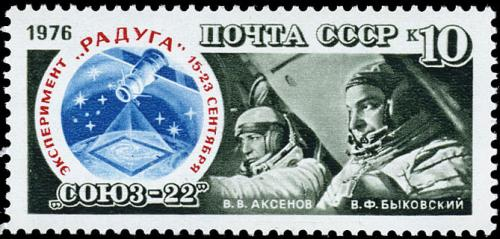
Radziecki znaczek pocztowy misji Sojuz 22 przedstawiający obserwację Ziemi za pomocą MKF 6.

IKF był jednym z instytutów naukowo-badawczych Akademii Nauk NRD (AdW). Jej siedziba znajdowała się w Berlinie-Adlershofie. Nieopodal, we wrześniu 1909 roku, otwarto tu lotnisko Johannisthal, jedno z pierwszych lotnisk zmotoryzowanych w Cesarstwie Niemieckim. Niemiecki Instytut Badań Lotniczych, założony w 1912 r., korzystał z tej lokalizacji przez wiele lat, aż do 1945 r. W latach 50. XX w. umieszczono tu instytuty AdW, w których w latach 60. rozpoczęto badania poświęcone eksploracji kosmosu. IKF oficjalnie rozpoczął działalność 1 kwietnia 1981 r. We wcześniejszych latach badania kosmiczne prowadziły inne instytuty, zwłaszcza Heinrich-Hertz-Institut (HHI).
W IKF planowano i przygotowywano ważne projekty kosmiczne NRD, tutaj też koordynowano ich realizację. Dotyczyło to przede wszystkim lotów kosmonautów, ale także eksploracji ciał niebieskich, takich jak Wenus. Pracowano nad  systemem nawigacyjnym Astro i zastosowaniem kamery MKF 6. IKF odegrał wiodącą rolę we współpracy z innymi krajami Europy Wschodniej, zwłaszcza ze Związkiem Radzieckim.
IKF opracowywało także urządzenia dla Ministerstwa Bezpieczeństwa Państwowego (MfS). Należał do nich cyfrowy generator mowy (1984), zwany „żelazną kobietą” lub po prostu „głosem”. Urządzenie to służyło do przesyłania na falach krótkich tajnych wiadomości głosowych agentom wywiadu pracującym za granicą.
W 1990 roku IKF został partnerem Deutsches Zentrum für Luft- und Raumfahrt, a po zjednoczeniu Niemiec w 1992 roku został wchłonięty przez jej Instytuty ds. Czujników Kosmicznych i Badań Planetarnych.